# Mindaugas Timinskas
Mindaugas Timinskas (nacido el 28 de marzo de 1974 en Šilutė) es un exjugador de baloncesto lituano retirado en 2008. Mide 2,00 metros de altura, y jugaba en la posición de alero.

## Trayectoria deportiva

### Universidad
Timinskas se trasladó con 19 años a Estados Unidos para formarse en el Iona College, donde jugó entre 1993 y 1997, con los que ganó en su último año el título de la Metro Atlantic Athletic Conference. Acabó su trayectoria siendo el séptimo máximo anotador de todos los tiempos de su universidad, el noveno en rebotes y el décimo en recuperaciones. Fue el primer jugador en conseguir más de 1000 puntos, 500 rebotes y 200 robos en una carrera.

### Profesional
Al verse sin opciones de jugar en la NBA regresó a su país, jugando en el equipo de su ciudad, el KK Šilutė, de la Lietuvos Krepšinio Lyga, pero al poco tiempo fichó por el Estrasburgo de la liga francesa. fue rápidamente cortado, emigrando a Alemania para acabar jugando en el Weissenfels. Tras un año en la liga italiana, ficha por el Zalgiris Kaunas, y al año siguiente da el salto a la Liga ACB española, firmando por el Tau-Cerámica Baskonia. 
Se vio afectado por los cupos de los Comunitarios B en la temporada 2001-2002. El club, apoyado en una sentencia a favor del jugador Sherron Mills, le alineó con el equipo en el primer partido de Liga ACB disputado en Gran Canaria. Dicha alineación fue impugnada por el CB Gran Canaria (entonces Canarias Telecom). El resultado del partido fue 73-80, pero finalmente el partido le fue dado como ganado al Canarias Telecom por 2-0 por alineación indebida. Tras esa tumultuosa temporada decide regresar al Zalgiris, donde permanece hasta el año 2005.
En junio de 2007 regresa a la competición española al fichar por el Pamesa Valencia por dos temporadas, contrato que renovaría posteriormente.

#### Equipos
- 1993 - 1997 - Iona College
- 1997 - 1998 - Šilutė, en octubre es traspasado al Strasbourg IG, en noviembre firma con el Weissenfels (Alemania).
- 1998 - 1999 - Carigo Gorizia (Italia)
- 1999 - 2000 - Žalgiris Kaunas
- 2000 - 2002 - TAU Cerámica
- 2002 - 2005 - Žalgiris Kaunas
- 2005 - 2008 Pamesa Valencia